# Zeta pod Balšići
Zeta (črnogorsko in srbsko Зета, albansko Zeta nën Balshajt) je bila srednjeveška slovanska država na Balkanu, ki je obstajala od leta 1356 do 1421. Njeno ozemlje je obsegalo južne dele sedanje Črne gore in severne dela sedanje Albanije. V njej je vladala družina Balšić.
Zeta je bila kronska dežela Velike kneževine Srbije in Kraljevine Srbije, v kateri so vladali člani dinastije Nemanjić. Sredi 14. stoletja se je Zeta razdelila na Gornjo in Spodnjo Zeto, v katerih so vladali magnati. Za Dušanom Silnim (vladal 1331–1355) je po padcu Srbskega cesarstva v Srbiji vladal njegov sin Štefan Uroš V.  Cesarstvo je zaradi postopnega pridobivanja delne in nato popolne avtonomnosti podeželskih magnatov postopoma razpadlo. Balšići so v bojih za oblast v letih 1356-1362 odstranili vladarja Gornje in Spodnje Zete in sami prevzeli oblast. V naslednjih desetletjih so postali pomembni igralci v balkanski politiki. Zeta se je po odstopu Balše III. Zeta se je leta 1421 združila s Srbskim despotatom. Oblast v Zeti je prešla Balševega strica Štefana Lazarevića, po materini strani iz družine Nemanjić.

## Ozadje
Srbski princ Desa Urošević je leta 1148 osvojil Dukljo in Travunijo in se začel naslavljati s  "knez Primorja". V Srbiji je od leta 1149 do 1153 sovladal s svojim bratom Urošem II. Prvoslavom  in nato sam do leta 1162. Leta 1190 je Vukan Nemanjić, sin velikega kneza Stefana Nemanje, uveljavil svojo pravico do dukljanske krone. Leta 1219 je kralj Duklje/Zete postal njen regent, najstarejši Vukanov sin  Đorđe Nemanjić. Nasledil ga je njegov najstarejši sin Uroš I., ki je na Morači zgradil samostan Vnebovzetje Bogorodice.
Med letoma 1276 in 1309 je Zeti vladala kraljica Jelena, vdova kralja Stefana Uroša I. V regiji je obnovila okoli 50 samostanov, zlasti samostan sv. Sergeja in Vakha na reki Bojani. Ime Črna Gora (Crna gora) je bilo prvič uradno omenjeno leta 1296 v listini Stefana Milutina, sina Uroša I., izdani samostanu sv. Nikolaja v Vranjini, v kateri je gora Lovćen omenjena kot gora na ozemlju Zete.  Od leta 1309 do 1321 je v Zeti sovladal najstarejši sin kralja Milutina, mladi kralj Stefan Dečanski. Podobno je v Zeti od leta 1321 do 1331 skupaj z očetom  sovladal Stefanov mlajši sin Stefan Dušan, bodoči srbski kralj in car Dušan Silni. Slednji je bil za carja kronan leta 1331 in vladal do svoje smrti leta 1355. Nasledil ga je Stefan Uroš V. "Šibki",  ki je svoj vzdevek dobil zaradi mlačnega vladanja v cesarstvu.  
Kasneje je oblast v Spodnji Zeti prevzel Žarko. V dokumentih iz leta 1356 se omenja, da je nedaleč od Svetega Srđa ob Skadarskem jezeru napadel dubrovniške trgovce. Zeto je obdržala Dušanova vdova Jelena, ki je bila takrat na svojem dvoru v Seresu. Junija naslednje leto  je Žarko postal državljan Beneške republike, kjer je bil znan kot "baron, gospod srbskega kralja s posestvi v regijah Zeta in Bojana na morju".
Po pripovedi Mavra Orbinija (1601) je začela družina Balšić širiti svoje zemlje v Zeto po smrti carja Dušana med vladanjem šibkega carja Uroša V. Leta 1360 je že zasedla ozemlje med Skadrskim jezerom in Jadranskim morjem. Bratje Balšić so se nato začeli širiti v Gornjo Zeto, ki je bila v posesti  Đuraša Ilijića in njegovih sorodnikov. Brata sta ubila Đuraša Ilijića in nekaj njegovih sorodnikov, si prilastila njihovo ozemlje in zavladala v Gornji Zeti. To se je zgodilo po letu 1362.

## Zgodovina

### Ustanovitev
Balšići so kot provincialni gospodje v Zetski regiji omenjeni v listini, ki jo je Dubrovniški republiki leta 1360 izdal car Srefan Uroš V.  Po pripovedi Mavra Orbinija (1563–1614) je "ubogi gospod Balša, Nemanjev sorodnik,  med vladanjem carja Dušana posedoval samo vas med Jadranskim morjem in reko Bojano, po smrti velikega carja pa je v nekaj letih vladanja njegovega sina Uroša V. odstranil vojvodo Đuraša Ilijića v Gornji Zeti, ki je bil na oblasti od leta 1326, in sam zasedel njegov položaj". Balša je s svojimi tremi svojimi sinovi Stracimirjem, Đurađem in Balšo II. osvojil Gornjo Zeto in mesta Skader, Kotor in Bar. Đurađ I. je vladal do leta 1378 in Balša II. do leta 1385.

### Đurađ I.
Đurađ I. je vladal od okoli leta 1362 do 1378. S poroko z Olivero, hčerko srbskega kralja Vukašina Mrnjavčevića, je z njim sklenil zavezništvo, ki je trajalo do kraljeve smrti v bitki na Marici leta 1371. Đurađ I. je bil za tiste čase sodoben vladar. Državne ustanove v Zeti so dobro delovale, medtem ko so imela mesta ob morju znatno avtonomijo. Trgovina je bila dobro razvita in okrepljena z obstojem zetske valute dinar. Đurađ I. se je povezal s svojimi sosedi, srbskim knezom Lazarjem Hrebeljanovićem, bosanskim banom Tvrtkom I. Kotromanićem, knezom Nikolo I. Gorjanskim in ogrskim  kraljem Ludvikom I., da bi leta 1373 premagal ambicioznega Nikolo Altomanovića. Poraženi in oslepljeni Altomanović je kljub temu dobil v Zeti zatočišče do svoje smrti. Đurađev mlajši brat Balša II. se je med vojskovanjem južno od Kosova poročil s Komneno, bližnjo sorodnico Jelene, žene carja Stefana Dušana. S poroko je Balša II. za velikodušno doto dobil ozemlje, vključno z Avlono, Beratom in Kanino v sedanji Albaniji in nekaj drugih strateško pomembnih pokrajin. Po delitvi Altomanovićevega ozemlja v Hercegovini so Balšići dobili Trebinje, Konavle in Dračevico. Sledili so spori med Zeto in Bosno za ta mesta. V vojni bosanskega bana Tvrtka  I. proti Zeti je po Đurađevi smrti leta 1378 s podporo Ogrske zmagal Tvrtko.

### Balša II.
Po Đurađevi smrti je kralj Zete postal njegov brat Balša II.  Leta 1382 je Tvrtko I. osvoil Dračevico in zgradil mesto, zdaj znano kot Hercegnovi. Po nekaterih dokumentih je bil Balša vlaškega porekla. On in Tvrtko I. sta si prizadevala, da bi nasledila prestol dinastije Nemanjić.
Balša II. ni uspel obvladovati fevdalnih gospodov, kar je njegovemu predhodniku uspevalo. Trdno oblast je imel samo na ozemlju okoli Skadra in vzhodnem delu Zete. Najvidnejši fevdalci, ki niso priznali njegove oblasti, so bili Crnojevići, katere so proti Balši II. stalno ščuvali Benečani.
Balša II. je v četrtem poskusu uspel osvojiti strateško pomembno trgovsko središče Drač.  Poraženi Karel Topia je za pomoč zaprosil Osmansko cesarstvo. Osmanska vojska pod poveljstvom Hajrudin Paše je v bitki pri Savri leta 1385 težko porazila Balšo II. in ga ubila.

### Đurađ II.
Balšev naslednik je bil Đaurađ II. Stracimirović Balšić, ki je vladal od leta 1385 do 1403. Bil je Balšev nečak, sin brata Stracimirja. Tudi on je imel težave z obvladovanjem fevdalnih gospodov. V celi Gornji Zeti ni obvladoval niti enega svojega fevda. Razen tega so fevdalci v okolici Ongošta (Nikšić) sprejeli beneško zaščito. Najvidnejši med njimi je bil Radič Crnojević, ki je vladal na ozemlju med Budvo in Lovćenom.  Zaroti proti Đurađ II. so se pridružili tudi arbanaški (albanski) fevdalni gospodje, še posebej  Lekë Dukagjini in  Paul Dukagjini.
Đurađ II. je zaradi negotovega stanja v Zeti in stalne osmanske pretnje ohranil močne družinske vezi z glavnim srbskim mogotcem tistega časa, knezom Lazarjem Hrebeljanovićem.  Da bi knezu Lazarju pomagal obraniti srbske dežele pred osmansko invazijo, mu je poslal svoje čete skupaj s silami bana Tvrtka I. Kotromanića, s katerim je bil sicer v sporu zaradi Kotorja, v bitko z osmansko vojsko na Kosovskem polju. Srbska vojska je kljub smrti sultana Murata I.  v epski bitki na Kosovskem polju leta 1389 doživela poraz. Po navedbah virov Đurađ II. v bitki ni sodeloval, ker je bil takrat v Ulcinju v Južni Zeti.
V kasnejših letih je Đurađ II. igral spretne diplomatske igre, da bi okrepil rivalstvo med Osmani in Benečani. V ta namen je obema stranema ponudil Skader v upanju, da ga bo kljub temu lahko obdržal. Po dveh letih bojev so se Osmani  in Benečani dogovorili, da Skadar prepustijo Đurađu II., ki je bil v konfliktu nevtralen. Podobno je izkoristil tudi rivalstvo med Benečani in Ogri. Po resnem porazu svojih sil v bitki z Osmani pri Nikopolju leta 1396 mu je ogrski kralj Sigismund Luksemburški podelil naslov kneza Arbanije in oblast nad otokoma Hvar in Korčula.
V sporu med Đurađem Brankovićem in njegovim stricem Stefanom Lazarevićem, sinom kneza Lazarja, ki je pozneje prejel naslov bizantinskega despota, se je Đurađ II. postavil na Stefanovo stran. Z Đurađevo podporo je Stefan novembra 1402 v bitki pri Tripolju na Kosovskem polju premagal osmanske sile pod poveljstvom Đurađa Brankovića.

### Balša III.
Ko je Đurađ II. zaradi poškodb, ki jih je utrpel v bitki pri Tripolju, leta 1403 umrl, ga je nasledil njegov sedemnajstletni  sin Balša III. Ker je bil mlad in neizkušen, mu je bila glavna svetovalka mati Jelena, sestra srbskega vladarja Stefana Lazarevića. Pod njenim vplivom je Balša III razglasil pravoslavno krščanstvo za uradno državno vero. Katolištvo se je še vedno tolerirano.
Balša III je nadaljeval politiko svojega očeta. Leta 1418 je Benečanom odvzel Skader, a izgubil Budvo. V naslednjem letu je neuspešno poskusil ponovno zavzeti Budvo in potem odšel v Beograd prosit za pomoč despota Stefana, vendar se v Zeto ni več vrnil.

## Posledice
Leta 1421 je Balša III. pred svojo smrtjo in pod vplivom svoje matere Jelene prenesel oblast v Zeti na despota  Stefana Lazarevića. Slednji se je vojskoval z Benečani in sredi leta 1423 osvojil Bar. Naslednje leto je poslal v Zeto svojega nečaka Đurađa Brankovića,  ki je osvojil Drivast in Ulcinj.